# Arthur og Minimoyserne
Arthur og Minimoyserne er en blanding af tegnefilm og spillefilm baseret på børnebøgerne Arthur et les minimoys / Arthur og Minimoys fra 2002, og efterfølgeren Arthur et la Cité interdite / Arthur og Den Forbudte By fra 2003, skrevet af filmskaber Luc Besson, som også instruerede filmen.

## Medvirkende
| Rolle            | Engelsk stemme    | Dansk stemme              | Fransk stemme       |
| ---------------- | ----------------- | ------------------------- | ------------------- |
| Arthur           | Freddie Highmore  | Oliver Berg               | Barbara Kelsch      |
| Selenia          | Madonna           | Pernille Vallentin Brandt | Mylène Farmer       |
| Betameche        | Jimmy Fallon      | Mick Øgendahl             | Cartman             |
| Daisy            | Mia Farrow        | Kirsten Lehfeldt          | Frédérique Tirmont  |
| Archibald Suchot | Ron Crawford      | Paul Hüttel               | Michel Duchaussoy   |
| Rosie            | Penny Balfour     | Puk Scharbau              | Valérie Lemercier   |
| Armand           | Douglas Rand      | Christian Damsgaard       | Jean-Paul Rouve     |
| Davido           | Adam LeFevre      | Steen Springborg          | José Garcia         |
| Konge            | Robert De Niro    | Lars Knutzon              | Jacques Frantz      |
| Miro             | Harvey Keitel     | Jesper Asholt             | Tonio Descanvelle   |
| Portner          | Emilio Estevez    | Lars Thiesgaard           | Dick Rivers         |
| Valnøddefører    | Chazz Palminteri  | Dario Campeotto           | Sergio Castellitto  |
| Max              | Snoop Dogg        | Al Agami                  | Rohff               |
| Koolomassai      | Anthony Anderson  | Ali Kazim                 | Stomy Bugsy         |
| Darkos           | Jason Bateman     | Mads M. Nielsen           | Marc Lavoine        |
| Maltazar         | David Bowie       | Lars Mikkelsen            | Alain Bashung       |
| Høvding          |                   | Kasper Leisner            |                     |
| Mino             | Erik Per Sullivan | David Owe                 | Barbara Weber Scaff |
| Hr. Betjent      |                   | Lars Lippert              |                     |
| Fru Kerman       |                   | Vibeke Hastrup            |                     |
| DJ Easy Low      | Allen Hoist       | Kasper Leisner            |                     |